# Readlyn (Iowa)
Readlyn es una ciudad ubicada en el condado de Bremer en el estado estadounidense de Iowa. En el Censo de 2010 tenía una población de 808 habitantes y una densidad poblacional de 948,24 personas por km².

## Geografía
Readlyn se encuentra ubicada en las coordenadas 42°42′14″N 92°13′30″O / 42.70389, -92.22500. Según la Oficina del Censo de los Estados Unidos, Readlyn tiene una superficie total de 0.85 km², de la cual 0.85 km² corresponden a tierra firme y (0%) 0 km² es agua.

## Demografía
Según el censo de 2010, había 808 personas residiendo en Readlyn. La densidad de población era de 948,24 hab./km². De los 808 habitantes, Readlyn estaba compuesto por el 98.02% blancos, el 0.5% eran afroamericanos, el 0.12% eran amerindios, el 0.5% eran asiáticos, el 0% eran isleños del Pacífico, el 0.62% eran de otras razas y el 0.25% pertenecían a dos o más razas. Del total de la población el 1.24% eran hispanos o latinos de cualquier raza.